# Łęg (Kraków)
Łęg – obszar Krakowa wchodzący w skład Dzielnicy XIV Czyżyny. Dawna wieś przyłączona do Krakowa w 1941 roku jako XLV dzielnica katastralna.
Wieś duchowna Łąg, własność Opactwa Cystersów w Mogile, położona była w drugiej połowie XVI wieku w powiecie proszowskim województwa krakowskiego.
W Łęgu znajduje się Elektrociepłownia Kraków, studio widowisk artystycznych S-3 TVP Kraków, Międzynarodowe Centrum Targowo-Kongresowe EXPO Kraków, a także Lasek Łęgowski. Most Nowohucki łączy Łęg z przeciwległym brzegiem Wisły.
Przez Łęg przebiegają ważne dla rejonu ulice: Nowohucka (DW776), Sołtysowska, Centralna oraz Galicyjska.
Obecnie nad domami wolnostojącymi dominuje zabudowa wielorodzinna, liczne są również przedsiębiorstwa handlowo-przemysłowe.
Łęg jest obsługiwany przez linie autobusowe KMK: 103, 113, 148, 174, 178, 413, 578 oraz 603.

## Galeria

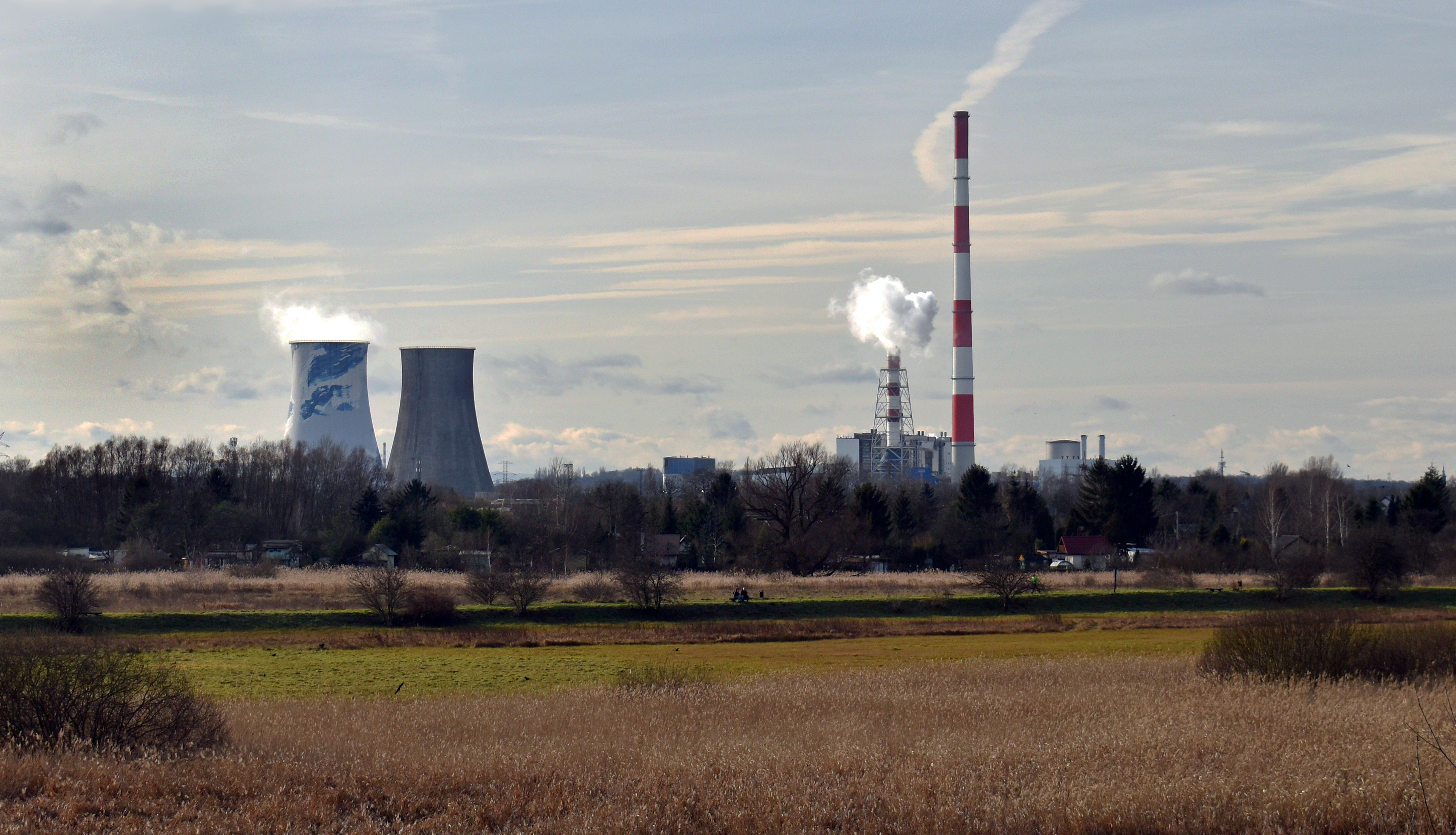
Elektrociepłownia Kraków Kraków, ul. Ciepłownicza 1.
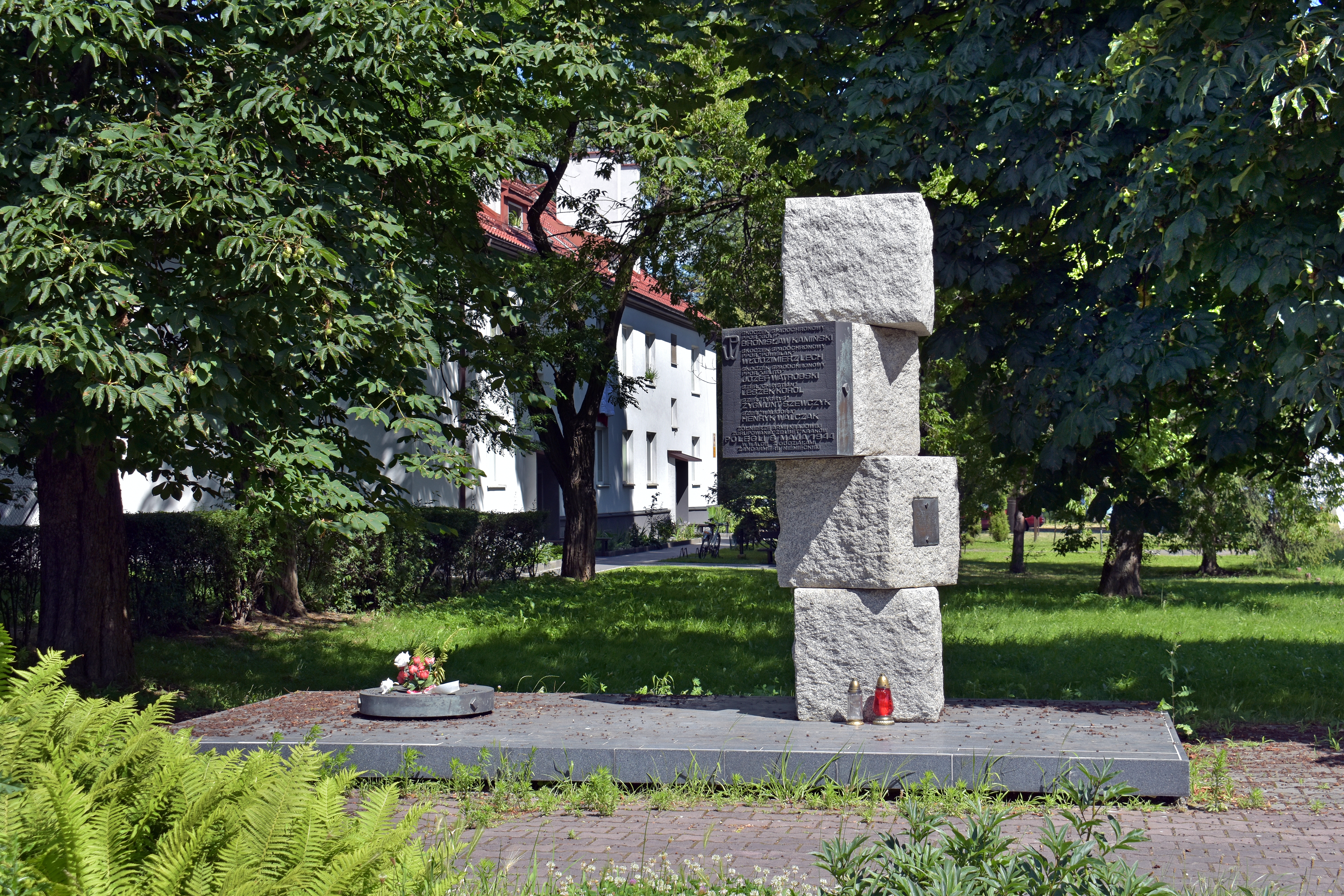
Pomnik żołnierzy AK poległych 8 maja 1944 Kraków ul. Centralna.
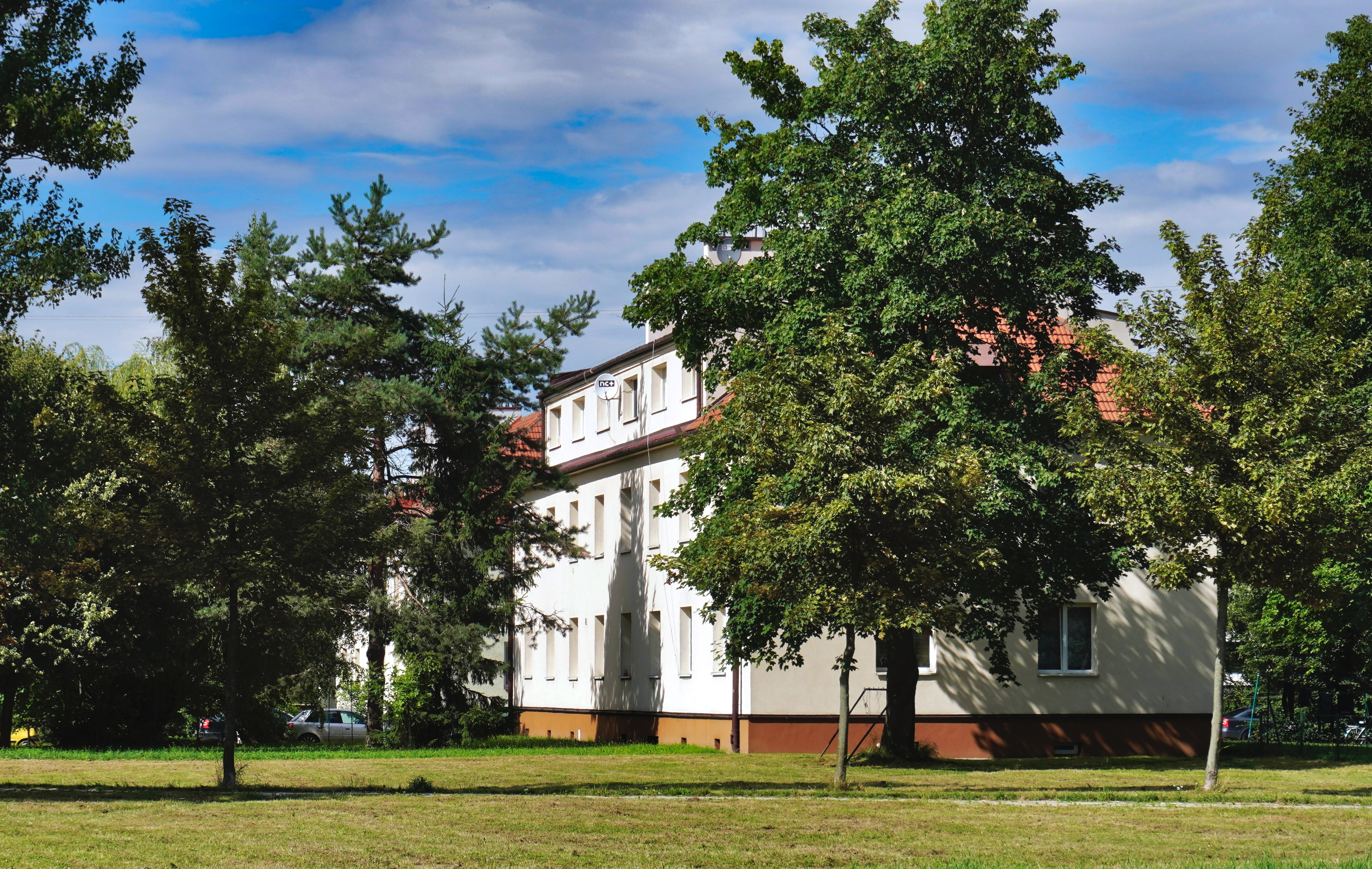
Blok przy ul. Kamionka 8.
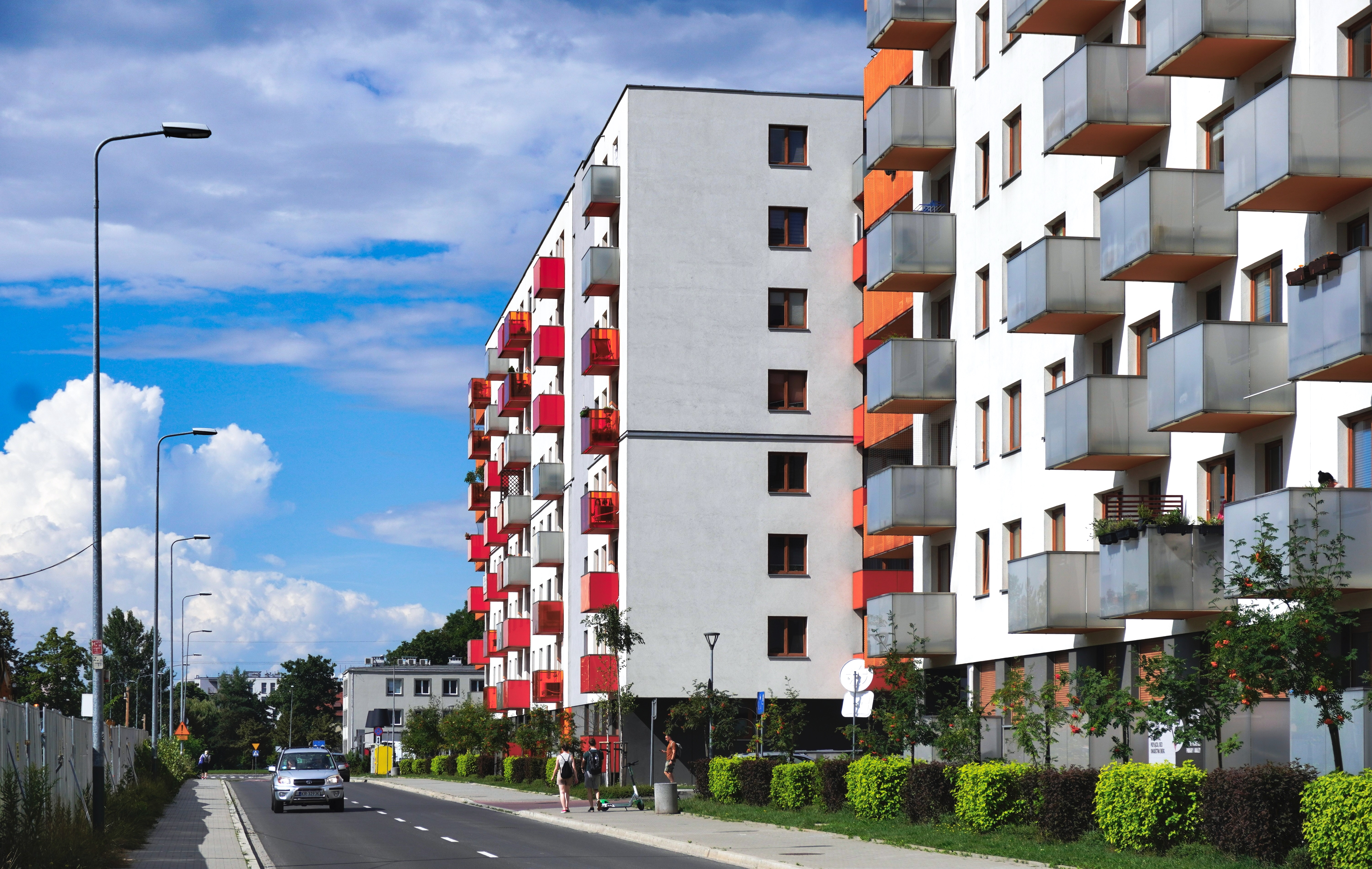
Ulica Galicyjska.
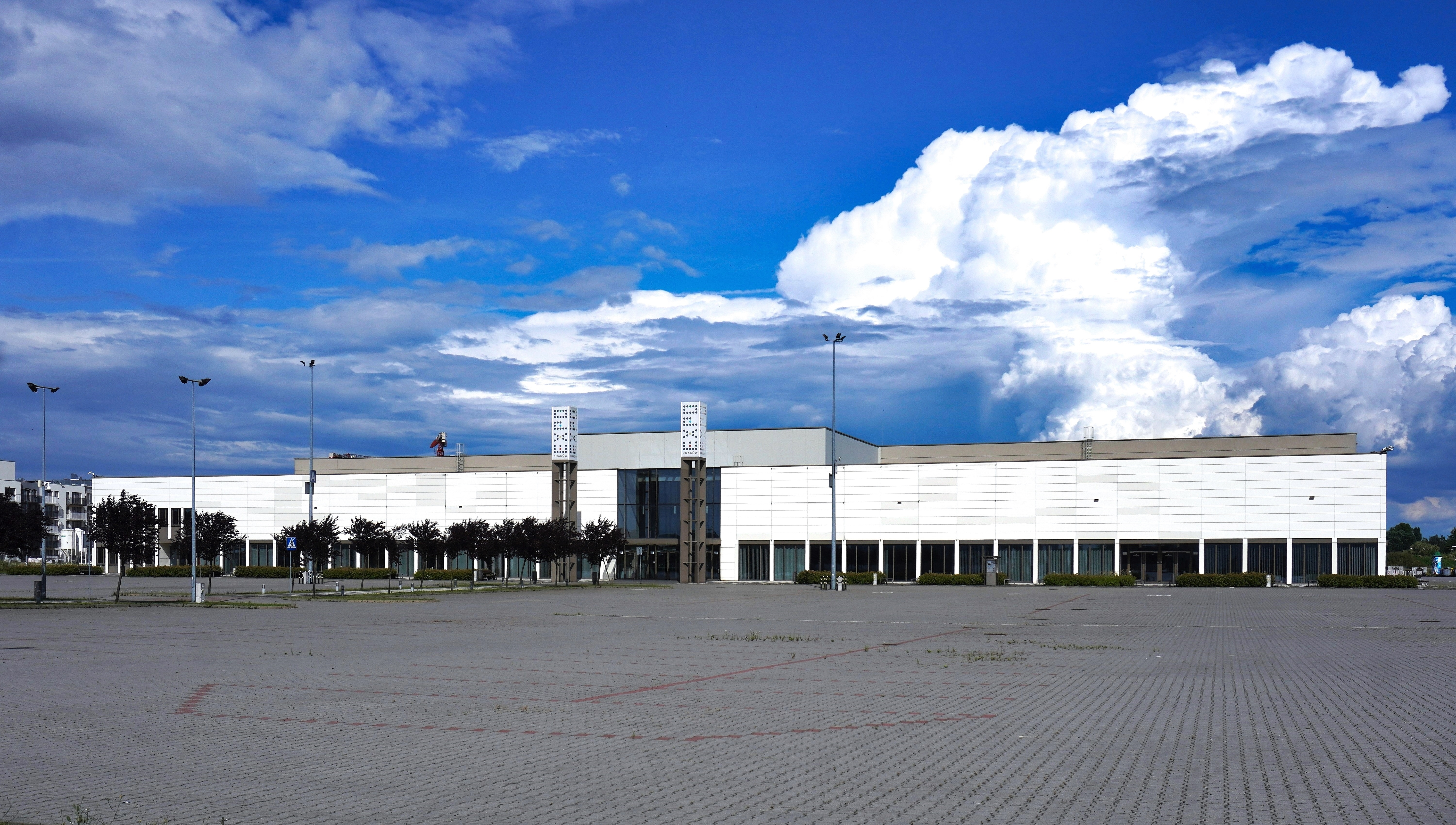
EXPO Kraków.
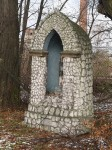
Grota z figurą Matki Boskiej Lourdeńskiej